# Бейкер, Джинни
Джинни Бейкер (англ. Jeannie Baker; род. 1950) — австралийская автор и иллюстратор детских книжек.

## Биография
Родилась в Кройдоне, Большой Лондон, 2 ноября 1950 года.
Изучала графический дизайн в Кройдонской школе искусств и в Университете Брайтона. Работая в области искусства и дизайна в Англии, была удостоена ряда наград; затем в 1975 году переехала и поселилась в Австралии. В начале В 1980-х годов некоторое время работала в резиденции Австралийского совета по делам искусств, где была написана одна из первых её книг Home in the Sky (1984).
Впервые иллюстрации Джинни Бейкер разработала ещё на последнем курсе Кройдонской школы искусств для книги «Дедушка» («Grandfather»). Сейчас художница использует в своих работах самые разные материалы: кору, перья, засохшую краску, шерсть и металл. Такой фактурой иллюстрирует свои книжки с картинками, а также отдельные произведения искусства. Её работы были частью многих публичных выставок произведений искусства, экспонировались по всей Австралии, а также в галереях Лондона и Нью-Йорка.
Её иллюстрированные книги были отмечены многими наградами: Boston Globe–Horn Book Award, премия Международного совета по детской и юношеской литературе, премия Friends of the Earth и медаль Kate Greenaway Medal. В 2018 году Джинни Бейкер была австралийским номинант на престижную Премию имени Х. К. Андерсена. В 2021 и 2022 годах она номинировалась на Премию памяти Астрид Линдгрен.
Живёт и работает в Сиднее.

## Творчество
В числе работ Джинни Бейкер:
| - Polar (1975) - Grandfather (1977) - Grandmother (1978) - Millicent (1980) - One Hungry Spider (1982) - Home in the Sky (1984) - Where the Forest Meets the Sea (1988) | - Window (1991) - The Story of Rosy Dock (1995) - The Hidden Forest (2000) - Belonging (2004) - Mirror (2010) - Circle (2016) - Playing with Collage (2019) |